# Deux de couple poids légers féminin aux Jeux olympiques d'été de 2020
Navigation
Rio de Janeiro 2016 Paris 2024
L'épreuve féminine de deux de couple poids léger des Jeux olympiques d'été de 2020 de Tokyo a lieu au Sea Forest Waterway du 24 au 29 juillet 2021.

## Compétition

### Séries
Les deux premières embarcations de chaque série se qualifient pour les demi-finales A/B, les autres disputent des repêchages.

#### Série 1
| Rang | Ligne | Rameur                             | Pays       | Temps         | Notes |
| ---- | ----- | ---------------------------------- | ---------- | ------------- | ----- |
| 1    | 2     | Laura Tarantola Claire Bové        | France     | 7 min 03 s 47 | QAB   |
| 2    | 1     | Valentina Rodini Federica Cesarini | Italie     | 7 min 04 s 66 | QAB   |
| 3    | 6     | Mary Reckford Michelle Sechser     | États-Unis | 7 min 05 s 30 | R     |
| 4    | 3     | Patricia Merz Frédérique Rol       | Suisse     | 7 min 08 s 66 | R     |
| 5    | 4     | Aoife Casey Margaret Cremen        | Irlande    | 7 min 17 s 67 | R     |
| 6    | 5     | Mutiara Putri Melani Putri         | Indonésie  | 7 min 52 s 57 | R     |

#### Série 2
| Rang | Ligne | Rameur                             | Pays      | Temps         | Notes |
| ---- | ----- | ---------------------------------- | --------- | ------------- | ----- |
| 1    | 4     | Marieke Keijser Ilse Paulis        | Pays-Bas  | 7 min 07 s 73 | QAB   |
| 2    | 1     | Jill Moffatt Jennifer Casson       | Canada    | 7 min 11 s 30 | QAB   |
| 3    | 6     | Chiaki Tomita Ayami Oishi          | Japon     | 7 min 22 s 47 | R     |
| 4    | 5     | Thi Thao Luong Thi Hao Dinh        | Viêt Nam  | 7 min 36 s 21 | R     |
| 5    | 3     | Nour Elhouda Ettaieb Khadija Krimi | Tunisie   | 7 min 39 s 61 | R     |
| 6    | 2     | Yulisa Lopez Jennieffer Zuniga     | Guatemala | 7 min 53 s 35 | R     |

#### Série 3
| Rang | Ligne | Rameur                                 | Pays            | Temps         | Notes |
| ---- | ----- | -------------------------------------- | --------------- | ------------- | ----- |
| 1    | 1     | Ionela Cozmiuc Gianina Beleaga         | Roumanie        | 7 min 01 s 74 | QAB   |
| 2    | 5     | Emily Craig Imogen Grant               | Grande-Bretagne | 7 min 03 s 29 | QAB   |
| 3    | 4     | Anastasia Lebedeva Maria Botalova      | ROC             | 7 min 07 s 67 | R     |
| 4    | 3     | Ina Nikulina Alena Furman              | Biélorussie     | 7 min 10 s 15 | R     |
| 5    | 2     | Valentina Cavallar Louisa Altenhuber   | Autriche        | 7 min 26 s 22 | R     |
| 6    | 6     | Milka Kraljev Evelyn Maricel Silvestro | Argentine       | 7 min 29 s 27 | R     |

### Repêchages
Les trois premières embarcations de chaque série se qualifient pour les demi-finales A/B, les autres vont en finale C.

#### Repêchage 1
| Rang | Ligne | Rameur                                 | Pays        | Temps         | Notes |
| ---- | ----- | -------------------------------------- | ----------- | ------------- | ----- |
| 1    | 4     | Mary Reckford Michelle Sechser         | États-Unis  | 7 min 21 s 25 | QAB   |
| 2    | 2     | Ina Nikulina Alena Furman              | Biélorussie | 7 min 26 s 99 | QAB   |
| 3    | 3     | Chiaki Tomita Ayami Oishi              | Japon       | 7 min 34 s 45 | QAB   |
| 4    | 1     | Milka Kraljev Evelyn Maricel Silvestro | Argentine   | 7 min 39 s 53 | QC    |
| 5    | 5     | Nour Elhouda Ettaieb Khadija Krimi     | Tunisie     | 7 min 54 s 95 | QC    |
| 6    | 6     | Mutiara Putri Melani Putri             | Indonésie   | 8 min 03 s 19 | QC    |

#### Repêchage 2
| Rang | Ligne | Rameur                               | Pays      | Temps         | Notes |
| ---- | ----- | ------------------------------------ | --------- | ------------- | ----- |
| 1    | 4     | Patricia Merz Frédérique Rol         | Suisse    | 7 min 22 s 02 | QAB   |
| 2    | 3     | Anastasia Lebedeva Maria Botalova    | ROC       | 7 min 22 s 72 | QAB   |
| 3    | 5     | Aoife Casey Margaret Cremen          | Irlande   | 7 min 23 s 46 | QAB   |
| 4    | 1     | Valentina Cavallar Louisa Altenhuber | Autriche  | 7 min 42 s 31 | QC    |
| 5    | 2     | Thi Thao Luong Thi Hao Dinh          | Viêt Nam  | 7 min 53 s 69 | QC    |
| 6    | 6     | Yulisa Lopez Jennieffer Zuniga       | Guatemala | 8 min 13 s 27 | QC    |

### Demi-finales
Les trois premiers de chaque série se qualifient pour la finale.

#### Demi-finale 1
| Rang | Ligne | Rameur                       | Pays            | Temps         | Notes |
| ---- | ----- | ---------------------------- | --------------- | ------------- | ----- |
| 1    | 5     | Emily Craig Imogen Grant     | Grande-Bretagne | 6 min 41 s 99 | QA    |
| 2    | 3     | Laura Tarantola Claire Bové  | France          | 6 min 42 s 92 | QA    |
| 3    | 4     | Marieke Keijser Ilse Paulis  | Pays-Bas        | 6 min 43 s 85 | QA    |
| 4    | 2     | Patricia Merz Frédérique Rol | Suisse          | 6 min 48 s 92 | QB    |
| 5    | 1     | Aoife Casey Margaret Cremen  | Irlande         | 6 min 49 s 24 | QB    |
| 6    | 6     | Ina Nikulina Alena Furman    | Biélorussie     | 6 min 54 s 78 | QB    |

#### Demi-finale 2
| Rang | Ligne | Rameur                             | Pays       | Temps         | Notes  |
| ---- | ----- | ---------------------------------- | ---------- | ------------- | ------ |
| 1    | 4     | Valentina Rodini Federica Cesarini | Italie     | 6 min 41 s 36 | QA, WB |
| 2    | 5     | Mary Reckford Michelle Sechser     | États-Unis | 6 min 41 s 54 | QA     |
| 3    | 3     | Ionela Cozmiuc Gianina Beleaga     | Roumanie   | 6 min 42 s 08 | QA     |
| 4    | 1     | Anastasia Lebedeva Maria Botalova  | ROC        | 6 min 45 s 23 | QB     |
| 5    | 6     | Chiaki Tomita Ayami Oishi          | Japon      | 6 min 56 s 52 | QB     |
| 6    | 2     | Jill Moffatt Jennifer Casson       | Canada     | 7 min 0 s 82  | QB     |

### Finales

#### Finale A
| Rang                                | Ligne | Rameur                             | Pays            | Temps         |
| ----------------------------------- | ----- | ---------------------------------- | --------------- | ------------- |
| Médaille d'or, Jeux olympiques      | 4     | Valentina Rodini Federica Cesarini | Italie          | 6 min 47 s 54 |
| Médaille d'argent, Jeux olympiques  | 2     | Laura Tarantola Claire Bové        | France          | 6 min 47 s 68 |
| Médaille de bronze, Jeux olympiques | 1     | Marieke Keijser Ilse Paulis        | Pays-Bas        | 6 min 48 s 03 |
| 4                                   | 3     | Emily Craig Imogen Grant           | Grande-Bretagne | 6 min 48 s 04 |
| 5                                   | 5     | Mary Reckford Michelle Sechser     | États-Unis      | 6 min 48 s 54 |
| 6                                   | 6     | Ionela Cozmiuc Gianina Beleaga     | Roumanie        | 6 min 49 s 40 |

#### Finale B
| Rang | Ligne | Rameur                            | Pays        | Temps         |
| ---- | ----- | --------------------------------- | ----------- | ------------- |
| 1    | 3     | Patricia Merz Frédérique Rol      | Suisse      | 6 min 49 s 16 |
| 2    | 5     | Aoife Casey Margaret Cremen       | Irlande     | 6 min 49 s 90 |
| 3    | 4     | Anastasia Lebedeva Maria Botalova | ROC         | 6 min 51 s 65 |
| 4    | 2     | Chiaki Tomita Ayami Oishi         | Japon       | 6 min 54 s 94 |
| 5    | 6     | Ina Nikulina Alena Furman         | Biélorussie | 6 min 57 s 84 |
| 6    | 1     | Jill Moffatt Jennifer Casson      | Canada      | 6 min 59 s 72 |

#### Finale C
| Rang | Ligne | Rameur                                 | Pays      | Temps         |
| ---- | ----- | -------------------------------------- | --------- | ------------- |
| 1    | 3     | Milka Kraljev Evelyn Maricel Silvestro | Argentine | 7 min 5 s 82  |
| 2    | 4     | Valentina Cavallar Louisa Altenhuber   | Autriche  | 7 min 15 s 25 |
| 3    | 2     | Thi Thao Luong Thi Hao Dinh            | Viêt Nam  | 7 min 19 s 05 |
| 4    | 5     | Nour Elhouda Ettaieb Khadija Krimi     | Tunisie   | 7 min 22 s 25 |
| 5    | 1     | Mutiara Putri Melani Putri             | Indonésie | 7 min 25 s 06 |
| 6    | 6     | Yulisa Lopez Jennieffer Zuniga         | Guatemala | 7 min 27 s 51 |